# Sudáfrica en los Juegos Olímpicos de Lillehammer 1994
Sudáfrica estuvo representada en los Juegos Olímpicos de Lillehammer 1994 por 2 deportistas que compitieron en 2 deportes.  
El portador de la bandera en la ceremonia de apertura fue el patinador artístico Dino Quattrocecere. El equipo olímpico sudafricano no obtuvo ninguna medalla en estos Juegos.